# Campeggio

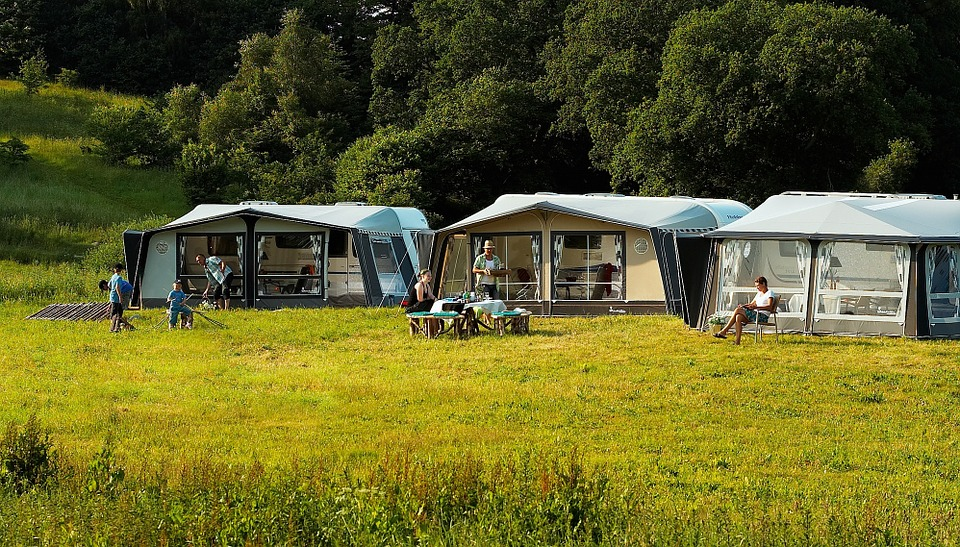
Campeggio con roulotte e veranda in Svezia

Il campeggio è un modo di trascorrere una vacanza all'aria aperta alloggiando in ripari temporanei o permanenti che possono essere tenda, roulotte o caravan, in sosta libera o in aree attrezzate pure chiamate campeggi.
Rappresenta una forma alternativa al turismo tradizionale, in albergo o appartamento, a cui si rivolge un gran numero di persone nel mondo.
Il turismo in campeggio è anche chiamato turismo in libertà, turismo on plein air o turismo outdoor.

## Descrizione

### Origini del campeggio
Nel 1894 nell'Isola di Mann a Howstrake fu aperto il primo camping organizzato che nei primi anni del 900 raggiunse le 1500 tende.
Le prime associazioni di campeggiatori nascono agli inizi del 1900, dapprima in Gran Bretagna, grazie all'attivismo di T. M. Holding che, nel 1877, aveva adottato per primo l'integrazione tra la crociera in canoa attraverso la Scozia e le soste sotto una tenda. Lo stesso Holding, assieme al reverendo Johnson di Oxford fondò, nel 1901, la prima associazione di campeggiatori, la Association of Cycle Campers, seguita nel 1912 dal Camping Club de Belgique e, successivamente, da associazioni sparse in tutta Europa.
La prima associazione italiana nasce nel 1932: è la A.C.C.P. (Auto Campeggio Club Piemonte) a cui segue negli anni successivi la fondazione della F.I.C.C. (Federazione Internazionale del Campeggio e del Caravaning 1932-1933), della A.C.I. (Associazione Campeggiatori Italiani-1939), della A.C.T.I. (Associazione Campeggiatori Turistici d'Italia, nata con decreto del Ministro della Cultura Popolare nel 1940), fino alla nascita di Federcampeggio (1950), oggi l'A.C.T. Italia - Federazione 2000.
Il campeggio, per quegli anni, rappresenta una forma di turismo sostanzialmente legato all'automobile ed è alla portata dei pochi che possono permettersi di possederne una. Le associazioni organizzano i primi raduni in collaborazione con il giornale La Stampa.
Nel 1949 nasce il primo campeggio italiano in località Parco Leopardi di Torino. Si tratta della prima struttura dotata di servizi e sorveglianza e l'accesso è a pagamento.

### Aree adibite a campeggio
Le aree attrezzate a campeggio offrono varie opportunità di soggiorno per periodi più o meno lunghi: l'offerta va dalla semplice piazzola (per tenda/roulotte/camper) fino ai bungalow, o all'affitto di tende o roulotte già montate e pronte per l'uso.
Nel corso degli anni si è assistito ad uno sviluppo dei servizi offerti che ha portato ad avere campeggi sempre più grandi e sempre più somiglianti a villaggi vacanze o a città piuttosto che luoghi naturali, facendo così mancare un po' dello spirito nativo del campeggiatore. Per contro lo sviluppo in tal senso ha consentito di offrire a tutti, giovani e meno giovani, una diversa possibilità di svago ed ha aumentato il numero di utenti in rapporto anche al prezzo, più accessibile rispetto alle altre offerte.
I campeggi si possono ormai trovare in tutti i luoghi dove sia presente anche una minima offerta turistica, anche se sono più frequenti lungo i litorali dove nel periodo estivo si riempiono di una folta schiera di vacanzieri.
Come per le strutture alberghiere, anche i campeggi sono classificati con un numero di stelle crescente al crescere dell'offerta di servizi, attrezzature, comfort e attività ricreative.
Oggigiorno numerose sono le associazioni che promuovono il campeggio e il turismo itinerante e numerosi sono i siti internet dove si possono trovare informazioni sui campeggi al pari di quanto avviene per le strutture alberghiere.

## Attrezzature e mezzi da campeggio
- Tenda
- Carrello-tenda
- Roulotte o caravan
- Veranda
- Camper o autocaravan
- Casa mobile
- Tenda da tetto
- Attrezzatura per la preparazione del cibo

### Tenda
La tenda è la prima e più antica dotazione del campeggiatore e rappresenta la soluzione base per chi vuole campeggiare in maniera economica. Esistono numerosi tipi di tenda che si differenziano fra loro per tipologia costruttiva, grandezza e ingombro. La tenda può essere costruita in cotone idrorepellente o tessuto sintetico. Sostanzialmente tutti i tipi di tenda sono composti da una serie di pali di sostegno, da un telo esterno (protezione dagli agenti atmosferici), e da una camera interna in tessuto traspirante (protezione da insetti etc.). In base alle necessità abitative è possibile scegliere fra tende da 2-6 o più posti letto, aventi forme e struttura diverse, che vanno dalla classica tenda canadese alla moderna tenda igloo, dalla tenda a casetta al carrello tenda.
La tenda igloo si distingue per praticità e velocità di montaggio rispetto alle altre, anche perché in questo tipo di tenda la paleria è sostituita da stecche pieghevoli in fibra. Per questo è molto usata dai giovani e, in particolare, dai campeggiatori motociclisti che la utilizzano anche per il ridotto ingombro.

### Carrello tenda
Si tratta di un carrello attrezzato e trainabile da una automobile, che contiene all'interno i pali e tutta la struttura della tenda. Giunti sul posto di campeggio, si sgancia il carrello dall'auto, lo si stabilizza mediante opportuni piedini di stazionamento e si “apre” la struttura alla stregua di un ombrello, costruendo così la tenda vera e propria. I vantaggi del carrello tenda sono nella maggiore robustezza della struttura e nel sopraelevamento delle zone letto rispetto al suolo che evita, in caso di pioggia, l'allagamento della tenda, soprattutto quando la piazzola è più bassa del terreno circostante. Altro vantaggio rispetto alla tenda è che il carrello funge anche da contenitore di tutta l'attrezzatura necessaria per il campeggio così da poter essere parcheggiato, pronto per il successivo utilizzo.

### Roulotte o caravan

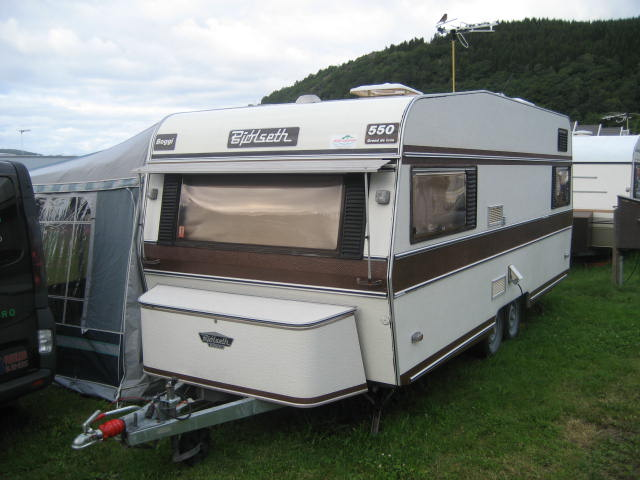
Una roulotte con veranda.

Si tratta di una cellula abitativa precostruita (generalmente pannelli sandwich in alluminio o vetroresina) trainabile da una automobile, contenente al proprio interno tutti gli elementi essenziali di una abitazione: fornello a gas, tavoli (dinette), frigorifero trivalente, bagno chimico, letti, impianto idrico ed elettrico e riscaldamento. Rispetto alla tenda e/o al carrello tenda offre un comfort ed un riparo dalle intemperie molto maggiore. La roulotte può essere utilizzata per un campeggio di tipo “stanziale” o itinerante per l'elevato comfort raggiunto dai veicoli odierni.

### Veranda
Si tratta di un accessorio generalmente utilizzato per le roulotte. Consiste in una tenda con struttura metallica applicata solidalmente alla parete frontale della roulotte con lo scopo di ampliarne la superficie abitativa. La veranda è usata normalmente come zona “giorno” mentre la roulotte come zona “notte”.

### Camper o autocaravan

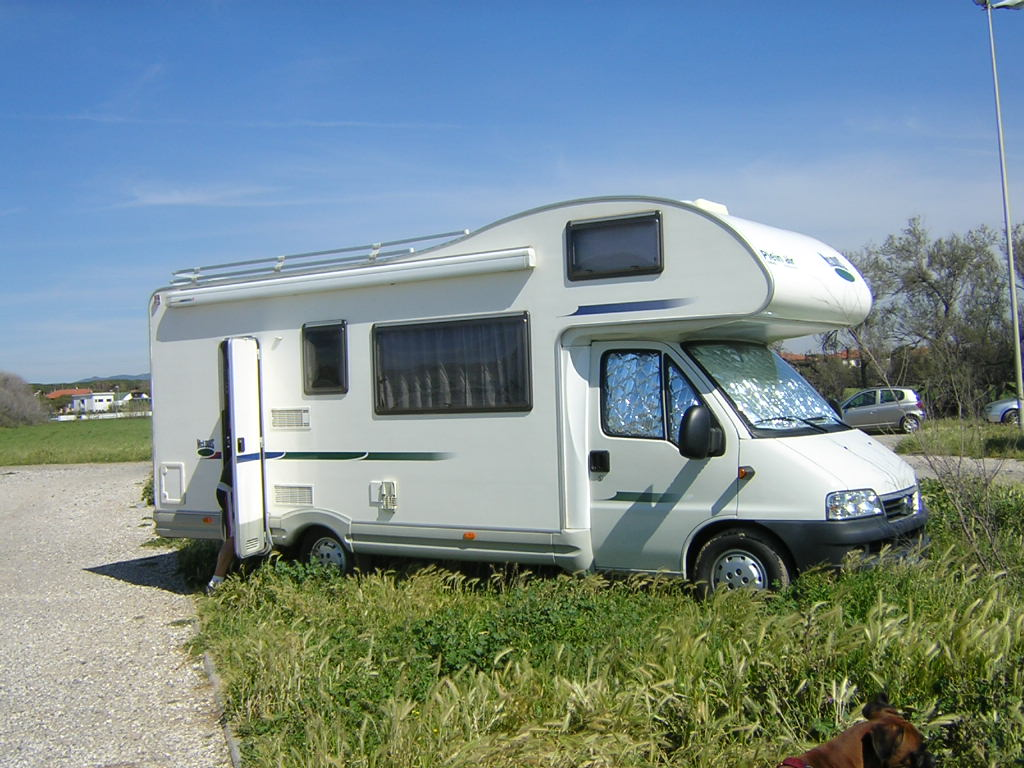
Un camper.

Si tratta di un veicolo attrezzato per soggiornarvi durante le soste. In pratica si può dire che si tratta di una roulotte con il motore in quanto di questa ne conserva le caratteristiche salienti ed inoltre può muoversi autonomamente. Il camper è utilizzato prevalentemente per un turismo di tipo itinerante in quanto consente di sostare in qualsiasi luogo senza bisogno di altro. In molti paesi, la sosta dei camper è regolamentata; in Italia, dal codice della strada.

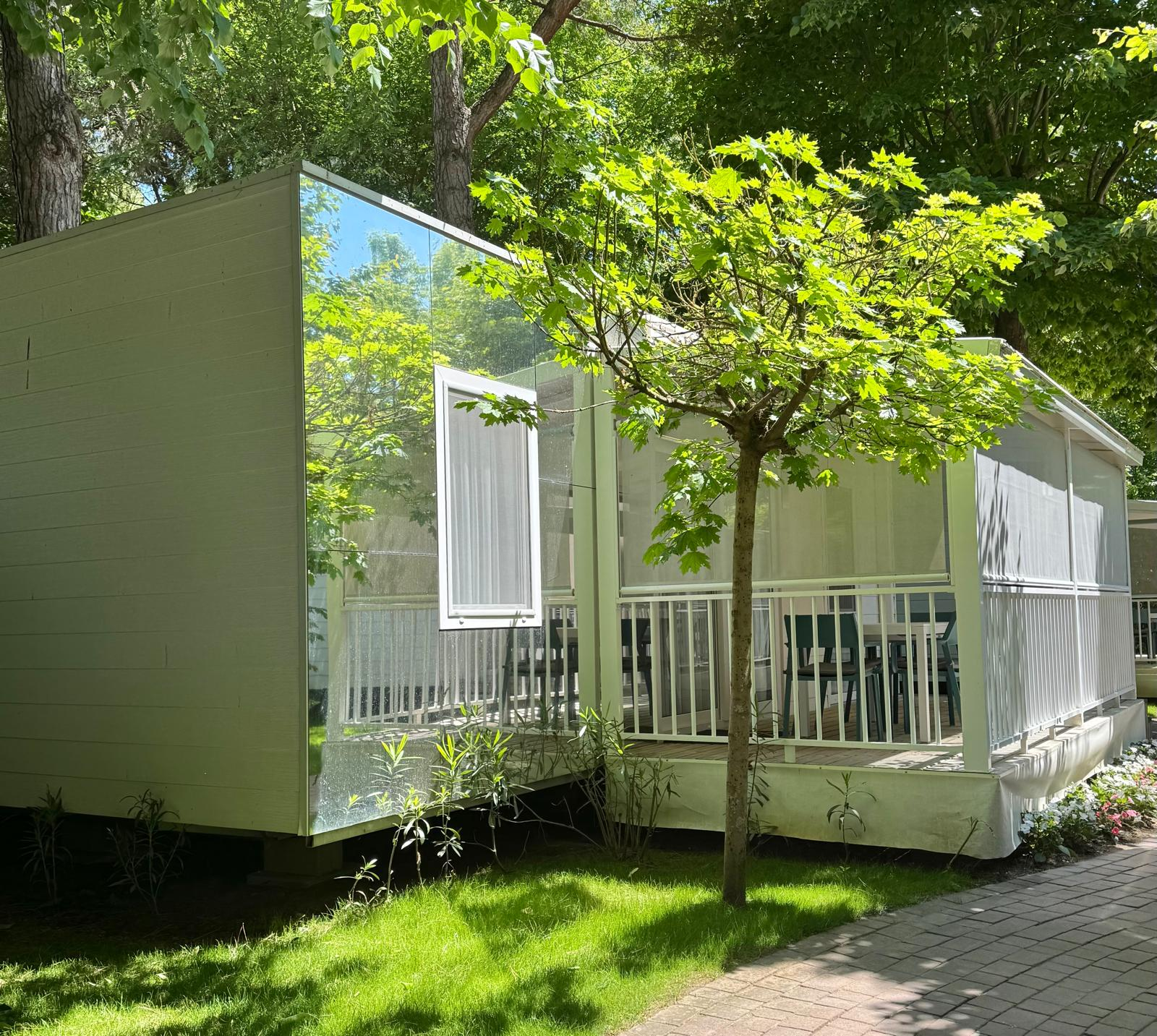
Una casa mobile di lusso installata in un campeggio

### Casa mobile
La casa mobile è un’unità abitativa prefabbricata su ruote e trasportabile, collocata su piazzola e collegata ai servizi del campeggio; offre un comfort superiore alla tenda e richiede minori opere rispetto alle strutture in muratura.

### Tenda da tetto
È la tenda applicabile sul tetto dell'auto, alla quale si accede tramite una scaletta.

### Attrezzatura per la preparazione del cibo

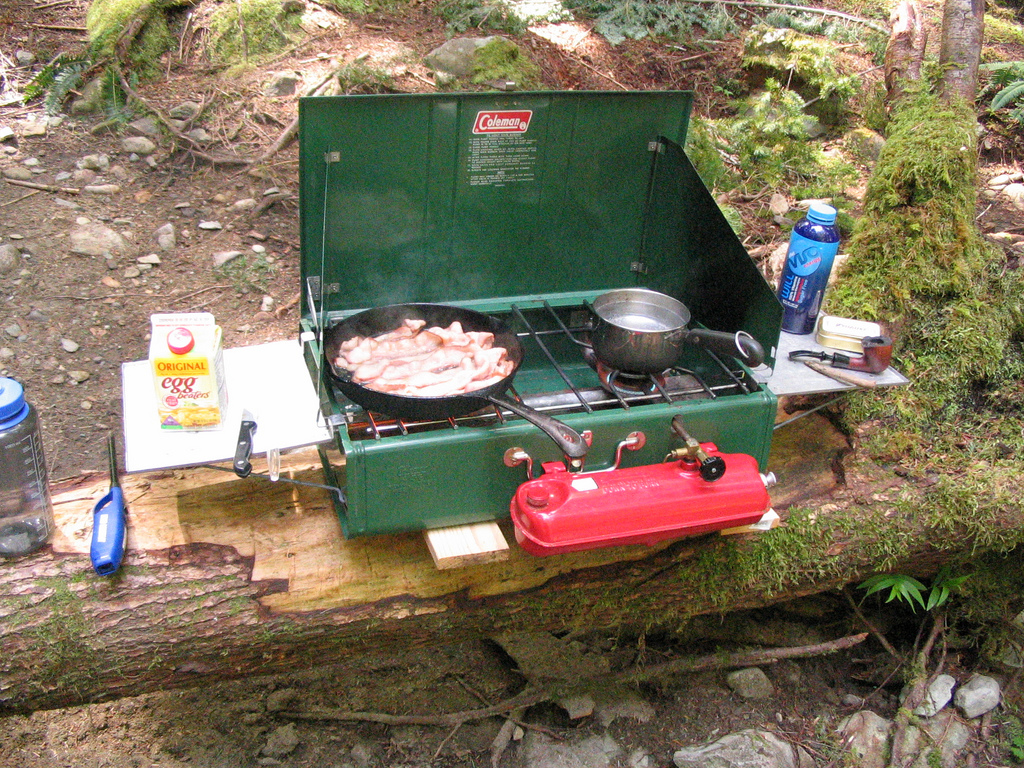
Preparazione del cibo all'aria aperta.

La pratica del campeggio può richiedere l'utilizzo di una semplice attrezzatura per la preparazione del cibo. Elemento fondamentale è costituito dal fornello portatile da campeggio, progettato per esibire doti di portabilità e leggerezza, utilizzabile non solo nel campeggio, ma anche in altre situazioni, in cui tali doti sono apprezzate, come pic-nic, escursioni ecc.
L'uso del fornelletto da campeggio è associato, normalmente, a una cucina rudimentale ed estemporanea, anche se, nonostante le limitazioni del mezzo, è possibile eseguire preparazioni che coniughino il gusto del cibo con la semplicità e la rapidità di esecuzione richieste dall'uso in campeggio o in escursione.